# Педерсен, Снорре
Сно́рре Пе́дерсен (норв. Snorre Pedersen; 3 июля 1972, Лиллехаммер) — норвежский саночник и скелетонист, в начале 1990-х годов выступал за саночную сборную, затем до середины 2000-х был скелетонистом. Участник двух зимних Олимпийских игр, многократный чемпион национальных первенств, участник многих международных турниров.

## Биография
Снорре Педерсен родился 3 июля 1972 года в Лиллехаммере. Активно заниматься санным спортом начал в раннем детстве, проходил подготовку в местном санно-бобслейном клубе. На международном уровне дебютировал в возрасте семнадцати лет, когда побывал на чемпионате Европы в австрийском Игльсе и занял там среди двухместных саней двадцатое место. Тогда же впервые поучаствовал в юниорском первенстве мира, на трассе немецкого города Винтерберг финишировал сорок восьмым в одиночном разряде и тринадцатым в парном. В 1991 году был восьмым в двойках на молодёжном чемпионате мира в немецком Кёнигсзе. Благодаря череде удачных выступлений удостоился права защищать честь страны на зимних Олимпийских играх 1992 года в Альбервиле — вместе со своим партнёром Харальдом Рольфсеном расположился здесь на шестнадцатой позиции.
Вскоре после Олимпиады Педерсен принял решение завершить карьеру профессионального спортсмена, однако в 1997 году он решил попробовать себя в скелетоне и приступил к интенсивным тренировкам. В 1999 году стал чемпионом Норвегии по скелетону и съездил на чемпионат мира в немецкий Альтенберг, где занял шестнадцатое место. В следующем сезоне на мировом первенстве в Игльсе был тринадцатым, ещё через год на трассе в канадском Калгари закрыл двадцатку сильнейших. Поскольку после долгого перерыва скелетон вернулся в олимпийскую программу, в 2002 году Педерсен прошёл квалификацию на Олимпийские игры в Солт-Лейк-Сити — в итоге по окончании всех четырёх заездов занял здесь четырнадцатое место.
После второй в своей карьере зимней Олимпиады Снорре Педерсен остался в основном составе норвежской национальной команды и продолжил принимать участие в крупнейших международных турнирах. Так, в 2003 году он показал седьмое время на чемпионате Европы в швейцарском Санкт-Морице и десятое на чемпионате мира японском Нагано. В 2004 году был четырнадцатым на европейском первенстве в немецком Альтенберге, побывал на многих этапах Кубка мира. Впоследствии продолжал выступать вплоть до 2007 года, хотя в последнее время уже не показывал сколько-нибудь значимых результатов и не попадал в основной состав сборной.
С 2000 года женат на швейцарской скелетонистке Майе Бьери, с которой познакомился за год до этого на чемпионате мира в Альтенберге. Он стал её личным тренером и конструировал для неё сани, в частности, именно на его санях в 2001 году она выиграла мировое первенство в Калгари. Ныне семья Педерсен проживает в Лиллехаммере, у них собственный магазин спортивных товаров, есть дочь Мириам.